# 吳桐潭
吳桐潭（1949年9月2日—2024年5月22日），台灣基隆人，綽號「阿潭」、「潭哥」，台灣著名本省掛黑道人物，為天道盟發起者之一、天道盟太陽會創立者與精神領袖，為臺灣最具代表性的臺灣黑道人物之一。
吳桐潭的胞弟吳桐茂曾任太陽會執行長，在2014年中華民國地方選舉與2018年九合一選舉均以無黨籍身分參選基隆市議員然未當選。 
2024年5月22日在臺大醫院因腎衰竭病逝，享壽74歲。

## 生平
吳桐潭出身基隆市「田寮港」，原是活動於基隆廟口的地方角頭，與「流氓教授」林建隆熟識。在這裡，吳桐潭整合幫派資源，成為著名幫派領袖。1985年，因一清專案，吳桐潭遭移送綠島監獄管訓。在管訓期間，吳桐潭與各地方角頭領袖串連成立天道盟。1987年（民國76年），太陽會成立，是天道盟之下最大的分支之一。
太陽會成立之後迅速擴張，吳桐潭曾到日本觀摩怎樣經營幫派，把日本黑道經營模式應用在太陽會上，企業化的管理模式成立太陽集團。因與黃鴻寓（綽號黑牛）的勢力進行黑道火拼，太陽會成了警方鎖定的對象，吳桐潭因此逃亡至中國。1990年，吳桐潭匿居中國大陸福州期間，涉嫌指使小弟犯下台北市南京東路三段335巷21號地下1樓「白金漢三溫暖」縱火案，而白金漢三溫暖的經營者是前台北市議員林文郎。1991年，吳桐潭遭中国大陸公安机关逮捕，移送回台灣，依《中華民國刑法》公共危險罪判刑13年，入獄；他在假釋期間潛逃至中國大陆，後轉往柬埔寨。2003年在珠海就醫時被珠海市公安局逮捕，遣送台灣。2011年5月假釋出獄。
2019年9月2日在台北市萬豪酒店舉辦70歲大壽的宴會。

## 其他
- 詩人林建隆的自傳小說《流氓教授》中，基隆聞人「阿潭」即指吳桐潭。在2001年電視劇《流氓教授》中，由王豪飾演阿潭。